# Rodrigo Ternevoy
Rodrigo Ternevoy (São Caetano do Sul, 18 de março de 1984) é um ator brasileiro, com cidadania irlandesa, mais conhecido por seu papel na novela irlandesa Fair City, exibida pelo canal RTÉ, onde interpretou Cristiano San Martin por 5 anos.
Venceu o prêmio de Melhor Ator em um Curta Metragem no Brazil International Monthly Independent Film Festival e de Melhor Curta Metragem LGBTQ no Thessaloniki Free Short Festival 2021 (Grécia), pelo filme The Weight of Time, que escreveu, produziu e atuou.

## Vida pessoal
Formado em Administração Financeira e pós-graduado em Contabilidade Internacional, em 2015 Rodrigo se formou Drama Atuação na Bow Street Academy, em Dublin.
Casado há 6 anos com o irlandês David Campbell, que é professor na Universidade de Oxford, reside hoje no Brasil, no Rio de Janeiro e se dedica ao cinema e televisão brasileira.

## Carreira
Em 2016 se juntou ao elenco de Fair City como Cristiano San Martin, um imigrante ilegal chileno e parte da comunidade LGBTQ de Carrigstown, cidade onde se passa a trama.
Seu primeiro trabalho no Brasil depois de Fair City é como Tio Beto, no longa O Velho Fusca, coprodução da Cleo, dirigido por Emiliano Ruschel.
Além disso protagonizou, escreveu e produziu o premiado curta The Weight of Time (2021).

## Filmografia

### Televisão
| Ano         | Título                          | Personagem           |               |                             |
| ----------- | ------------------------------- | -------------------- | ------------- | --------------------------- |
| 2016 - 2022 | Fair City                       | Cristiano San Martin | Novela        | Participou de 379 episódios |
| 2016        | A Dangerous Fortune             | Banker               | Filme para TV |                             |
| 2014        | A Silent Killer: Savita's Story | Doctor               | Filme para TV |                             |

### Cinema
| Ano  | Título                        | Personagem                                                   |              | Nota |
| ---- | ----------------------------- | ------------------------------------------------------------ | ------------ | --- |
| 2022 | O Velho Fusca                 | Tio Beto                                                     | Pré-produção | |
| 2022 | Strangers in the Night        | Dave                                                         | Curta        | |
| 2021 | The Weight of Time            | Felipe de Souza                                              | Curta        | - Vencedor do Melhor Curta Metragem LGBTQ Thessaloniki Free Short Festival Summer Edition 2021 (Grécia) - Menção Honrosa na premiação Underground Cinema 2021 - Vencedor do Prêmio De Excelência One-Reeler Short Film Competition 2021 (EUA) - Vencedor do Prêmio de Melhor Ator em um Curta no Brazil International Monthly independent Film Festival |
| 2021 | The Green Sea                 | Marco (Cashier)                                              | Longa        | |
| 2021 | I got your letter, John Bauer | Joseph Methias                                               | Curta        | |
| 2018 | Big Boys Don't Cry            |                                                              | Curta        | |
| 2018 | Coco Dreams of Blue           | Enzo                                                         | Curta        | |
| 2018 | Operation Conception          | Luke                                                         | Curta        | |
| 2017 | Red Room                      | Boraro                                                       | Longa        | |
| 2017 | The Family Way                | Nuno                                                         | Curta        | |
| 2016 | The Randomer                  | Alhambro                                                     | Longa        | |
| 2015 | Duets                         | Carlos (segmento "Cornered"), Roberto (segmento "Rehearsal") | Longa        | |
| 2014 | Queue This Way                | Daniel Handler                                               | Curta        | |
| 2014 | The First Wave                | Soldado                                                      | Curta        | |